# بول كار
بول كار (بالإنجليزية: Paul Carr)‏ هو موزع وملحن بريطاني، ولد في 1961 في كورنوال في المملكة المتحدة.